# Sofignano
Sofignano (anticamente Soffignano), è un paese sparso nel comune di Vaiano, in provincia di Prato. Comprende tutte le località sul versante occidentale dei monti della Calvana ad est di Vaiano. La pieve dei Santi Vito viene convenzionalmente considerata il centro del paese sparso, sebbene negli ultimi decenni il progressivo aumento della popolazione nella località Le Fornaci di Sofignano abbia portato a riconsiderare quest'ultima come cuore del paese.

## Storia
Presente nelle cartografie sin da epoca tardo romana e medievale, Sofignano era nota ai mercanti che percorrevano l'antica strada di comunicazione fra Prato e Bologna che, al tempo, anziché nel fondovalle dove ora passa la strada provinciale 325 R, attraversava tutto il medio versante occidentale della Calvana per ridiscendere a valle dopo San Leonardo, circa 8 km più a sud.
Fino al 1949 era frazione di Prato; in tale data divenne frazione del nuovo comune di Vaiano.

## Monumenti e luoghi d'interesse
- Pieve dei Santi Vito e Modesto
- Torre di Melagrana
- Villa Del Bello
- Villa Buonamici a San Gaudenzio
- Casa Soldi